# Schulwesen in Dorweiler
Das Schulwesen in  Dorweiler zeigt das damalige Schulwesen im kleinen Ort Dorweiler, einem Ortsteil von Nörvenich im nordrhein-westfälischen Kreis Düren, auf.
Der erste Schulunterricht wurde bereits 1822 in Dorweiler erteilt. Erst um 1860 wurde ein Schulgebäude erbaut. 1967 wurde die katholische Volksschule aufgelöst. 
In den Anfängen der im Königreich Preußen bereits seit 1794 angeordneten allgemeinen Schulpflicht für Kinder von sechs bis zwölf Jahren unterrichteten meistens die Küster  die Kinder. Die Kinder aus Dorweiler mussten jeden Tag etwa 1,5 km nach Pingsheim zur dortigen Schule gehen. Man bedenke die damaligen Straßenverhältnisse, denn es gab nach unserem heutigen Verständnis nur Feldwege. Es dauerte viele Jahre, bis sich die Schulpflicht auf den Dörfern durchsetzte. Die Kinder nahmen meist nur von April bis Ende Oktober am Unterricht teil, da sie in den anderen Monaten für die Feldarbeit und Hausarbeit auf den Höfen der Eltern gebraucht wurden. Für Pingsheim und Dorweiler gab es etwa 100 schulpflichtige Kinder, von denen nur 80 den Unterricht besuchten.
Im Jahr 1822 begann der Unterricht mit dem damals 25-jährigen Bauernsohn Johann Degenhard Anton. Er unterrichtete in einem Zimmer seines Elternhauses. Ob er als Lehrer ausgebildet war, ist nicht bekannt. Damals reichte es schon aus, lesen und schreiben zu können. Möglicherweise wurde ihm die Stelle vom Pfarrer des Kirchspiels Hochkirchen übertragen. Anton bekam bis Mitte der 1800er Jahre kein staatliches Gehalt, sondern lebte vom Schulgeld der Eltern bzw. der Armenkasse. Erst 1852  erhielt er vom Gemeinderat ein jährliches Gehalt von 130 Talern. Nach heutigem Kurs wären das knapp 200 Euro im Jahr. Anton hörte aus gesundheitlichen Gründen 1857 mit seinem Lehrberuf auf. Er starb 1870 im Alter von 73 Jahren.
1858 verfügte die Königliche Regierung, dass Dorweiler vom bisherigen Schulverband Pingsheim getrennt werden musste. Dazu musste ein Lehrergehalt von 180 Talern im Jahr gezahlt werden und ein Schulhaus mit Wohnung und Garten zur Verfügung gestellt werden. 
1865 wird als Nachfolger von Lehrer Anton ein Lehrer Wolfgarten genannt. Vorher gingen die Kinder wieder nach Pingsheim zur Schule. 1867 gab es sogar einen Strick- und Nähunterricht in der Dorweiler Schule. Bis 1883 gab es in Dorweiler dann fünf Schulamtsaspiranten, einen Schulamtspräparanten und einen Lehrer. Dann unterrichtete Lehrer Jakob Müller für die nächsten 40 Jahre die Kinder. Ihm folgte Georg Seifert, der bis 1940 blieb. Lehrer Johann Wiese war sein Nachfolger. Nach seinem Kriegsdienst blieb Wiese bis zum 1. April 1957. Der letzte Lehrer bis zur Schließung der Schule am 31. Juli 1967 war Gerhard Geßner, nach dem im Ort eine Straße benannt wurde. Er unterrichtete auch nach seiner Pensionierung am 31. März 1964 noch weiter. 
Im Oktober 1859 beschloss der Gemeinderat, ein Haus als Schulgebäude zu kaufen. In den 1870er Jahren wurde das Schulgebäude abgerissen und eine neue Schule gebaut. Die Gründe sind nicht bekannt. Das Schulhaus steht heute noch neben der Schützenhalle und ist an eine Privatperson verkauft, nachdem die Toiletten jahrelang für die Schützenhalle genutzt worden waren.